# Karl Seitz

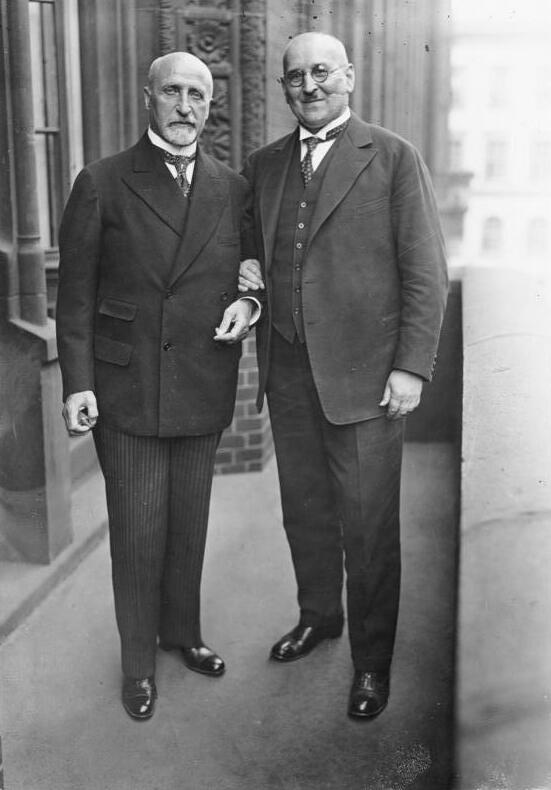
Karl Seitz (till vänster) tillsammans med Berlins överborgmästare Gustav Böss.

Karl Josef Seitz, född 4 november 1869 i Wien, död där 3 februari 1950, var en österrikisk socialdemokratisk politiker.
Seitz var först skräddare, därefter skollärare och tillhörde under monarkins sista år (från 1901) riksrådets representantkammare och var vid sidan av Victor Adler ledare för socialdemokraterna. Han presiderade såväl i provisoriska nationalförsamlingen (från 21 oktober 1918) som i den i februari 1919 valda konstituerande nationalförsamlingen och var därjämte från republikens utropande 12 november 1918 provisorisk president i denna, tills i december 1920 ny författning antagits och Michael Hainisch valts till republikens förste förbundspresident. Han var från 1920 ledamot av nationalrådet och var 1920–1923 dettas andra president.
Seitz övertog ledningen av partiet 1923 och var borgmästare i Wien fram till oroligheterna 1934. Under den tyska ockupationen hölls Seitz fängslad i Ravensbrück där han befriades av de allierade i maj 1945. Efter befrielsen invaldes han 1946 i nationalrådet.